# Joie Chitwood
George Rice »Joie« Chitwood, ameriški dirkač Formule 1, * 14. april 1912, Denison, Teksas, ZDA, † 3. januar 1988, Tampa Bay, Florida, ZDA.

## Življenjepis
Chitwood je pokojni ameriški dirkač, ki je med letoma 1940 in 1950 sodeloval na ameriški dirki Indianapolis 500, ki je med letoma 1950 in 1960 štela tudi za prvenstvo Formule 1. Najboljši rezultat je dosegel na dirki leta 1950, ko je skupaj s Tonyjem Bettenhausnom zasedel peto mesto. Umrl je leta 1988.